# Gutachterausschuss
Die Institution Gutachterausschuss für Grundstückswerte wurde in der Bundesrepublik Deutschland 1960 mit dem damaligen Bundesbaugesetz geschaffen. Ziel war und ist, durch ein unabhängiges Kollegialgremium von Immobiliensachverständigen für Transparenz auf dem Grundstücksmarkt zu sorgen. Dazu erhalten die Gutachterausschüsse Kopien aller in ihrem Zuständigkeitsbereich abgeschlossenen Immobilienkaufverträge von den Notaren übersandt. Die wertrelevanten Daten aus den Kaufverträgen werden von den Geschäftsstellen der Gutachterausschüsse in aggregierter Form in der Kaufpreissammlung geführt. Die Daten werden unter mathematisch-statistischen Gesichtspunkten bei Wahrung des Datenschutzes analysiert und in zusammengefasster Form publiziert. Sie sind Grundlage von Verkehrswertgutachten privater Sachverständiger oder Beleihungswertgutachten der Banken.
Der Gutachterausschuss erstellt auch selbst Gutachten über den Verkehrswert bebauter und unbebauter Grundstücke sowie der Rechten an Grundstücken (Immobilien).
Gesetzliche Grundlage ist der § 192 BauGB.
Die Aufgaben der Gutachterausschüsse sind in den §§ 193 ff. BauGB geregelt. Die Gutachterausschüsse sind gemäß Ermächtigungsverordnung nach § 199 BauGB in den Bundesländern eingerichtete Ausschüsse, die z. B. in Baden-Württemberg bei den Kommunen, in Nordrhein-Westfalen bei den Vermessungs- und Katasterämtern der kreisfreien Städte und Landkreise und in Niedersachsen als besondere Landesbehörden bei den Regionaldirektionen des Landesamtes für Geoinformation und Landentwicklung Niedersachsen (LGLN) angesiedelt sind.

## Zusammensetzung
Neben dem Vorsitzenden, der Bediensteter der Behörde sein soll, für deren Bereich der Gutachterausschuss gebildet wurde (in der Regel das Landratsamt, das Kreisverwaltungsreferat bzw. Kataster- oder Vermessungsämter), gehören auch Mitarbeiter der zuständigen Finanzbehörden oder Finanzämter zum Gutachterausschuss. Darüber hinaus hat der Gutachterausschuss ehrenamtliche Mitglieder, die freiberuflich als Bauingenieure, Architekten und Makler oder als Angestellte von Banken oder Versicherungen als Immobiliensachverständige tätig sind. In Frage kommen insbesondere Architekten, Bauingenieure, Immobilienökonomen, Betriebswirte, Vermessungsingenieure oder landwirtschaftliche Sachverständige. Der Vorsitzende hat mehrere Stellvertreter, die in der Regel die gleichen Bestellungsvoraussetzungen erfüllen müssen wie der Vorsitzende.

## Aufgaben
Die Aufgaben sind im Einzelnen:
1. Führung und Auswertung der Kaufpreissammlung sowie Auskünfte daraus
2. Erstellung von Verkehrswertgutachten
3. Gutachten über die Höhe von Entschädigungen im Zusammenhang mit Rechtsverlusten (Enteignung oder sonstige Vermögensnachteile)
4. Ermittlung und Veröffentlichung von Bodenrichtwerten sowie Auskunft über die Bodenrichtwerte
5. Ermittlung von sonstigen zur Wertermittlung erforderlichen Daten, dazu gehören Kapitalisierungszinssätze (Liegenschaftszinssätze); Sachwertfaktoren; Umrechnungskoeffizienten und Vergleichsfaktoren (Gebäudefaktor bzw. Ertragsfaktor)

Die hierfür benötigten Befugnisse sind in § 197 BauGB geregelt.

## Weitere Aufgaben
Nicht im Baugesetzbuch geregelt sind weitere Aufgaben, die in der Regel von Gutachterausschüssen wahrgenommen werden:
1. Erteilung von anderen Auskünften
2. Erstellung von Mietwertübersichten
3. Erstellung von Gutachten über Miet- und Pachtwerte
4. Erstellung und Herausgabe von Immobilienmarktberichten (auch als Grundstücksmarktberichte bezeichnet)

## Kaufpreissammlung
Der Gutachterausschuss führt nach § 193 BauGB eine Kaufpreissammlung zur Bewertung bebauter und unbebauter Grundstücke sowie Erbbaurechte. Notare sind nach § 195 BauGB verpflichtet, eine Abschrift von jedem Kaufvertrag über eine Immobilie an den Gutachterausschuss zu senden. Hieraus werden unter Beachtung des Datenschutzes individuelle Auskünfte erteilt.

## Obere Gutachterausschüsse
Nach der Änderung des Baugesetzbuches im Rahmen des Erbschaftsteuerreformgesetzes (Gesetz zur Reform des Erbschaftsteuer- und Bewertungsrechts – Erbschaftsteuerreformgesetz – ErbStRG) vom 28. November 2008 ist die ursprüngliche „Kann-Regelung“ des BauGB zur Einrichtung von Oberen Gutachterausschüssen zur Verpflichtung erhoben worden. Nach der – seit dem 1. Juli 2009 geltenden – Fassung des § 198 BauGB sind für den Bereich einer oder mehrerer höheren Verwaltungsbehörden obere Gutachterausschüsse (OGA)
oder Zentrale Geschäftsstellen (ZG) zu bilden, wenn in dem Bereich der höheren Verwaltungsbehörde
mehr als zwei Gutachterausschüsse gebildet sind.
Aufgabe dieser zentralen Stellen ist es insbesondere, auf einheitliche Standards im Bundesland hinzuwirken. Das betrifft einerseits die Qualität der Führung und Auswertung der Kaufpreissammlungen und andererseits die Bereitstellung der Marktdaten (Bodenrichtwerte und sonstige für die Wertermittlung erforderliche Daten) für die Nutzer.
In allen Flächenländer sind Obere Gutachterausschüsse oder Zentrale Geschäftsstellen gebildet worden. Eine Ausnahme stellen die Länder Baden-Württemberg und Sachsen-Anhalt dar. In Baden-Württemberg gab es bis etwa 2019 mehr als 900 Gutachterausschüsse; Zum Meldestand 1. März 2022 waren es noch 210. Eine zentrale Stelle, vorzugsweise eine Zentrale Geschäftsstelle der Gutachterausschüsse konnte bisher nicht eingerichtet werden. In Sachsen-Anhalt gibt es seit dem 1. März 2014 nur einen Gutachterausschuss; die Einrichtung eines Oberen Gutachterausschusses ist daher nicht erforderlich; gleiches gilt für die Stadtstaaten Berlin, Hamburg und auch Bremen mit zwei örtlichen Gutachterausschüssen.